# Coalizione per il Cambiamento
La Coalizione per il Cambiamento (in spagnolo: Coalición por el Cambio) è un'alleanza elettorale di partiti di centrodestra, riuniti nella coalizione Alianza por Chile (Unione Democratica Indipendente, Rinnovamento Nazionale) e partiti di centro come ChilePrimero ed altri movimenti politici, fondata nel 2009 per sostenere la candidatura di Sebastián Piñera alle elezioni presidenziali del 2009.

## Storia
Dopo aver abbandonato il Partito per la Democrazia e quindi la Concertazione dei Partiti per la Democrazia (Concertación de Partidos por la Democracia) e dopo aver fondato il partito politico ChilePrimero, il senatore Fernando Flores ha stretto un'alleanza sia con Carlos Cantero, che ha a sua volta abbandonato Rinnovamento Nazionale per fondare il movimento Grande Nord affiliato a ChilePrimero, che con Carlos Bianchi e Adolfo Zaldívar, ex-democristiano.
Questo gruppo dei senatori avrebbe avuto un ruolo chiave per riuscire a creare un governo retto dalle destre dell'Alleanza per il Cile, nonostante i contrasti per un a disputa sulla sigla UDI, che avrebbe dovuto essere di un partito dei senatori, ma già usata dall'Unione Democratica Indipendente.
Dopo avendo creato lo slogan "Cile pulito. Vota felice" (Cile Limpio. Votare Feliz, precedentemente Por ONU Cile Limpio), si generò una separazione tra i membri fondatori di ChilePrimero per via della posizione che il partito avrebbe preso prima delle elezioni presidenziali e parlamentari del 2009. Nel frattempo, Jorge Schaulsohn e Fernando Flores sostennero Sebastián Piñera,  candidato della coalizione di centro-destra, Alleanza per il Cile, mentre Esteban Valenzuela, anche lui parlamentare, si oppose a che ChilePrimero entrasse a farne parte e si schierò in favore di Marco Enríquez-Ominami. Il supporto per Sebastián Piñera dalla parte di ChilePrimero è stato reso ufficiale il 6 maggio 2009, convincendo i partiti che componevano l'Alleanza per il Cile a sciogliere questa e a creare una coalizione di centro-destra, denominata appunto Coalizione per il Cambiamento. Della coalizione fa parte:
- Unione Democratica Indipendente. Partito di destra fondato nel 1983, di orientamento conservatore, nazionalconservatore e neoliberista. Nonostante sia il partito con maggiori seggi sia nella coalizione che nel parlamento, non detiene la leadership della Coalizione per il Cambiamento, controllata e gestita invece da Sebastián Piñera. Alcuni suoi membri si richiamano al pinochetismo, specie alle sue politiche economiche.
- Rinnovamento Nazionale. Partito di centro-destra guidato da Carlos Larraín di ispirazione liberalconservatore e conservatore liberale, nonché liberale classico, improntato quindi sul liberismo e i diritti umani.
- ChilePrimero. Partito centrista, liberale e socioliberale.È stato creato da alcuni senatori dissidenti, componenti della destra interna del Partito per la Democrazia, membro della coalizione di centro-sinistra Concertazione dei Partiti per la Democrazia. Nel 2013 ha assunto la denominazione di Partito Liberale del Cile, così evocando il Partito Liberale dissoltosi nel 1966. 
  - Grande Nord. Movimento regionalista affiliato al Partito Liberale.
- Umanismo Cristiano. Movimento democristiano e cristiano umanista.